# Kenyas nationalparker

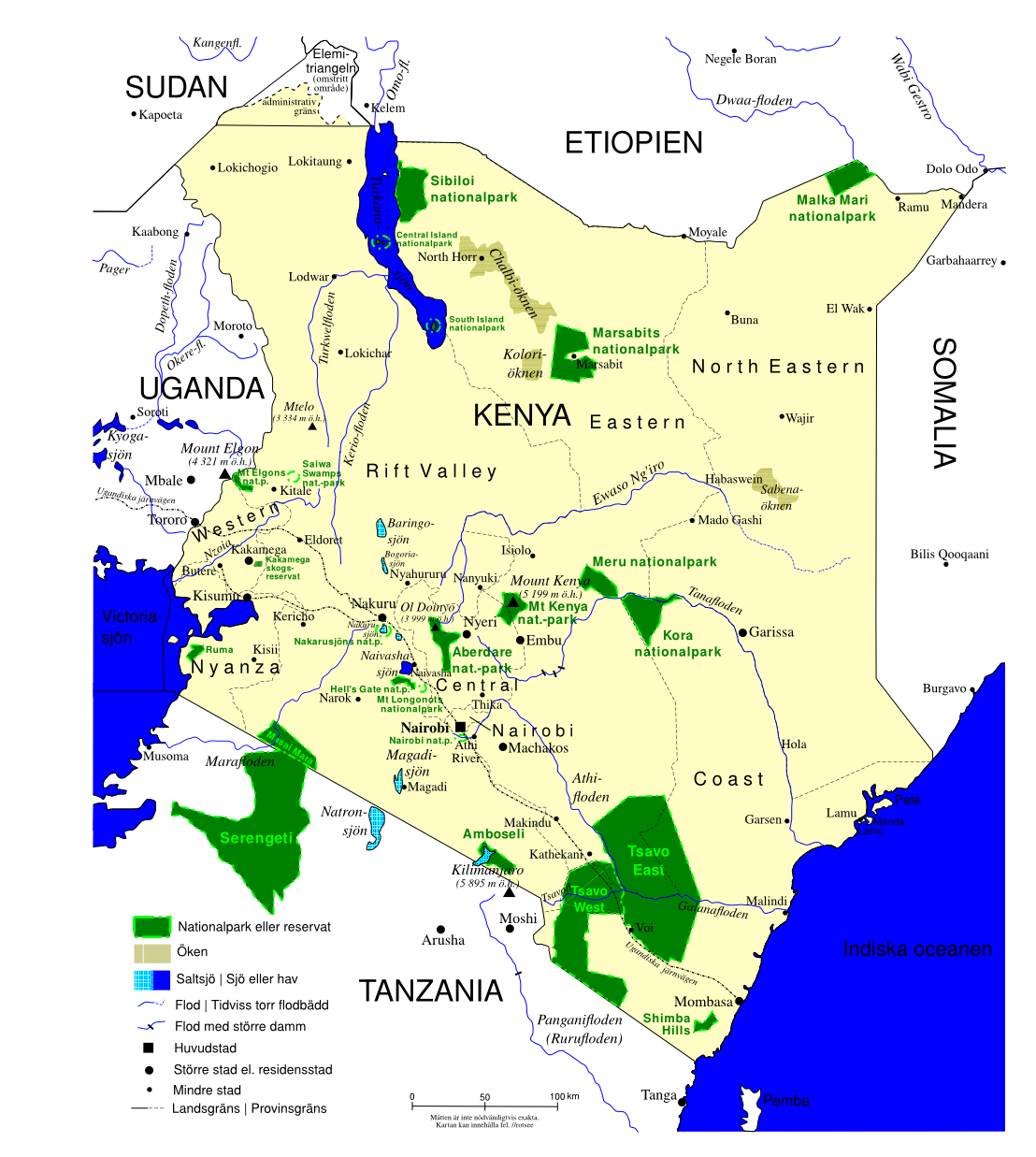
Större nationalparker i Kenya.

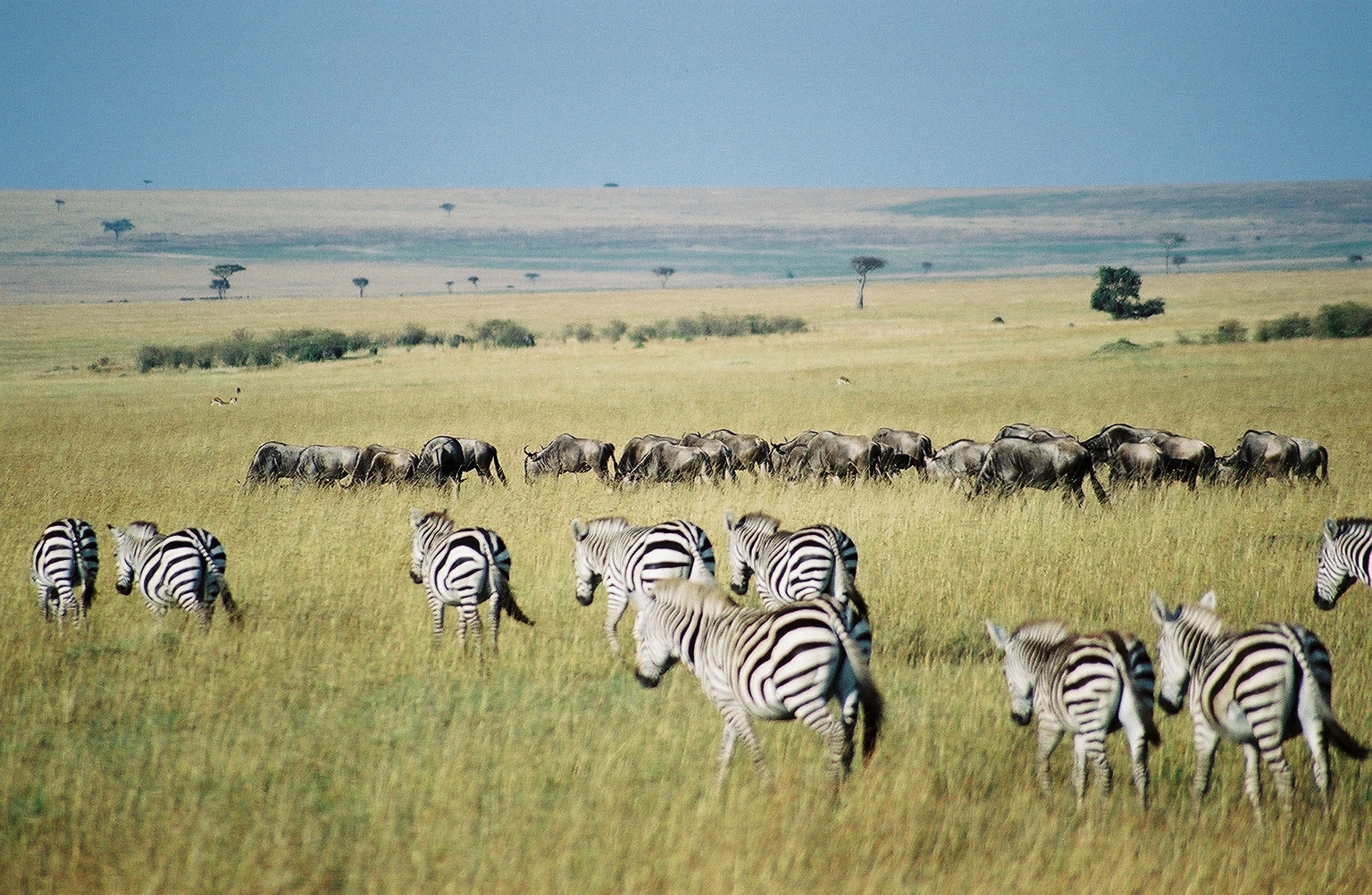
Gnuer och zebror i Masai Mara.

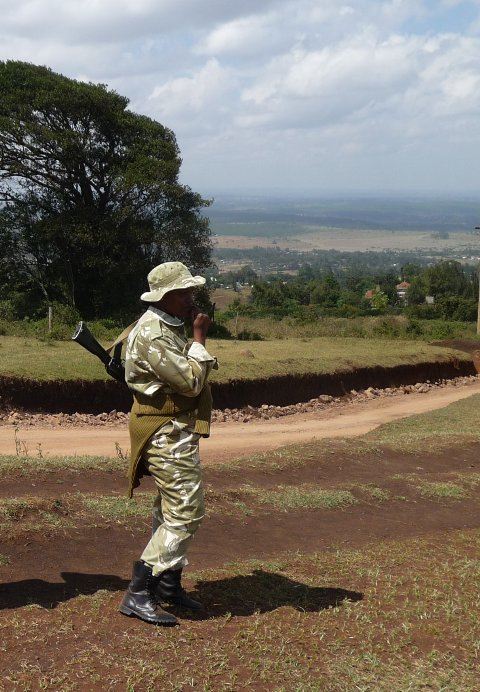
Parkvakt från KWS i Ngong Hills.

Kenyas nationalparker underhålls och vaktas sedan 1990 av Kenya Wildlife Services, KWS. Bland nationalparkerna finns så skilda naturformer som öken och regnskog. Här finns också några av världens mer kända nationalparker, som Masai Mara och Tsavo East nationalpark, Tsavo West nationalpark och Nakurusjön, en av sodasjöarna i Rift Valley.
Nationalparksturism är en av Kenyas största näringsgrenar. 2006 genererade turismen inkomster på motsvarande 803 miljoner amerikanska dollar, nästan fem procent av landets BNP.